# Tetraplaria wilsoni
Tetraplaria wilsoni is een mosdiertjessoort uit de familie van de Tetraplariidae. De wetenschappelijke naam van de soort is voor het eerst geldig gepubliceerd in 1921 door Bretnall.